# Andrea Bolgi
Andrea Bolgi detto il Carrarino (Carrara, 22 giugno 1606 – Napoli, 1656) è stato uno scultore italiano.

## Biografia

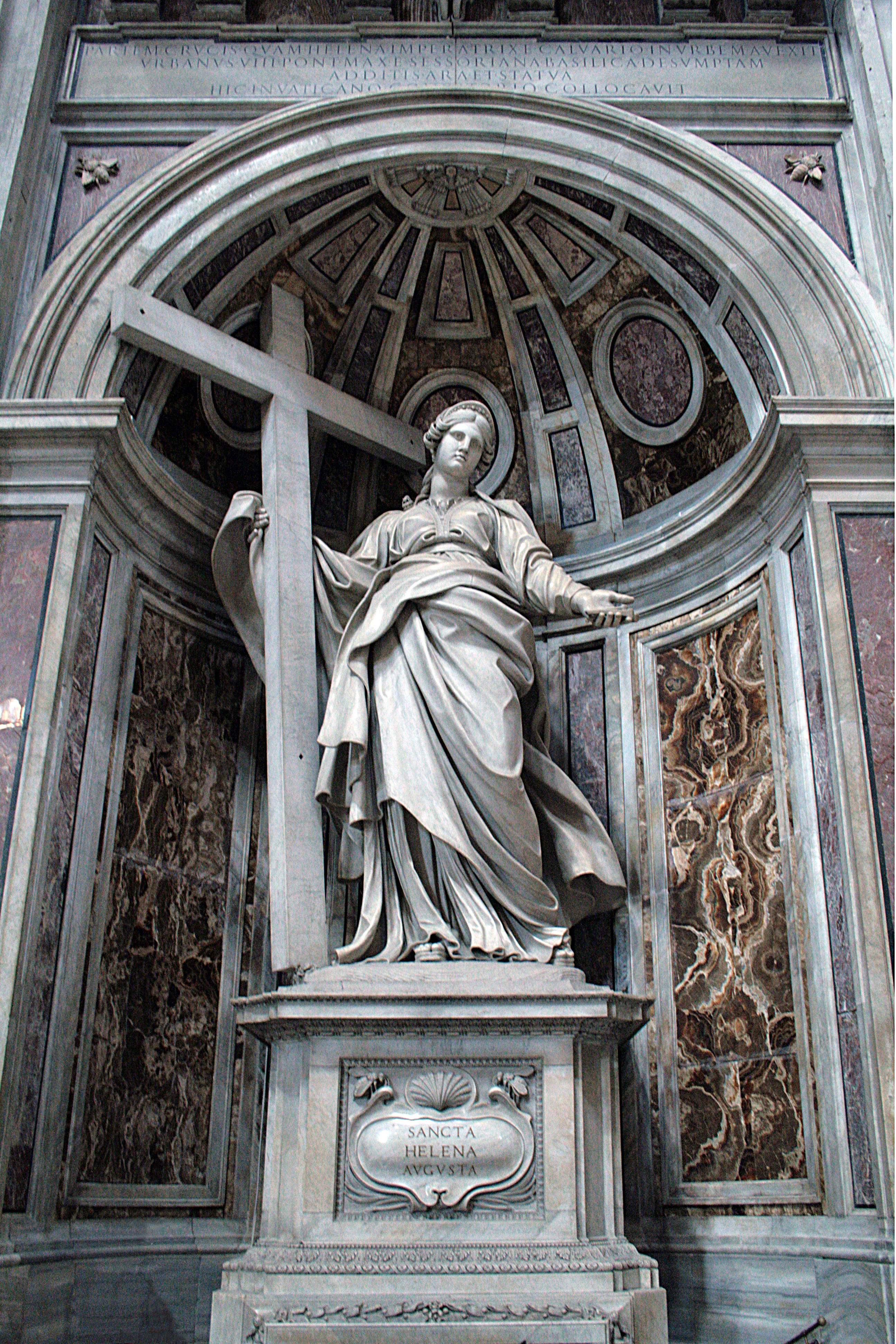
Statua di Sant'Elena, Basilica di San Pietro in Vaticano a Roma

Trascorse gli anni giovanili tra Firenze, Carrara, Massa e Livorno e fu prima allievo e poi collaboratore di Pietro Tacca;  dal 1626 divenne aiuto di Gianlorenzo Bernini a Roma. Collaborò ai lavori nella basilica di San Pietro e tra il 1629 e il 1639 realizzò la statua di Sant'Elena, posta nella nicchia di uno dei pilastri che reggono la cupola.
Si trasferì a Napoli, rimanendovi per il resto della vita, e dove portò e divulgò il nuovo stile del Bernini.

### Opere

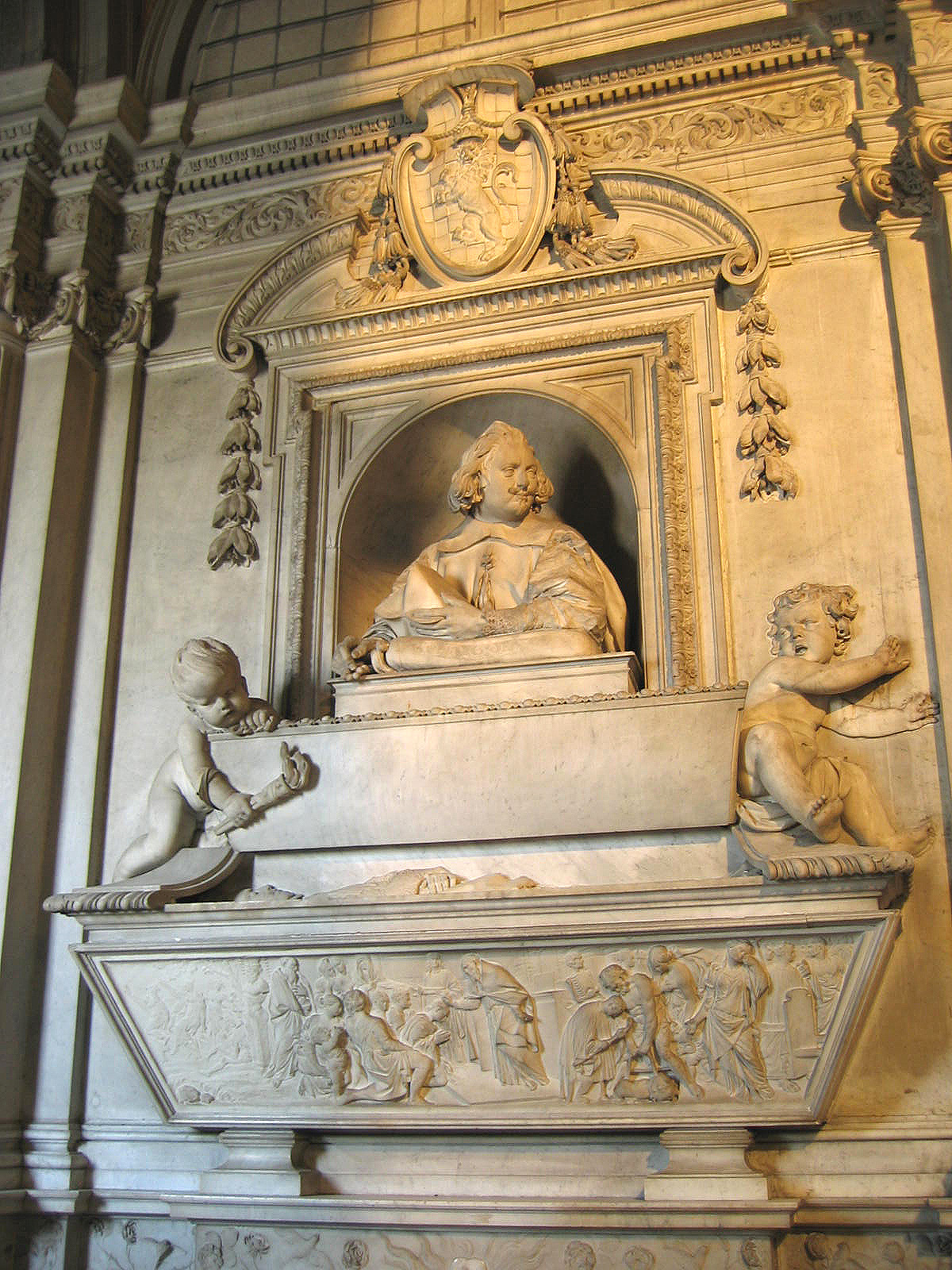
Tomba di Francesco Raimondi

- Statua di Sant'Elena, Basilica di San Pietro in Vaticano, 1629-1639, Roma
- Alcuni altri lavori minori in San Pietro, 1634-1648, Roma
  - Busto di Laura Frangipani, firmato e datato, 1637, Chiesa di San Francesco a Ripa, Roma
  - Busti nella Cappella Raimondi, Chiesa di San Pietro in Montorio
- Statue e busti nella Cappella Cacace, firmato e datato, nella Basilica di San Lorenzo Maggiore, 1653, Napoli
- Candelabri in bronzo, nella chiesa dei Santi Apostoli, 1653, Napoli